# William Johnson Sollas
William Johnson Sollas (30 mai 1849 - 20 octobre 1936) est un géologue et paléontologue britannique.

## Biographie
Il étudie à la City of London School, la Royal School of Mines et le St John's College de l'Université de Cambridge. De 1879 à 1883 il travaille à l'University College de Bristol puis au Trinity College de Dublin jusqu'en 1897 où il obtient la chaire de géologie de l'université d'Oxford. Sollas est élu membre de la Royal Society en 1889, président de la Geological Society of London de 1908 à 1910. il reçoit la médaille Bigsby en 1893, la médaille Wollaston en 1907 et la médaille royale en 1914.
Sollas est avant tout géologue mais il effectue des recherches dans plusieurs autres domaines, il répertorie les éponges collecté lors du voyage du Challenger, publie sur les reptiles, la pétrologie et la minéralogie.
Le nom de Sollas est évoqué dans l'affaire de l'homme de Piltdown comme un des possibles contrefacteurs par Beverly Halstead mais l'année suivante il se rétracte, il n'existe que peu de support pour cette théorie de nos jours.